# Małko Gradiszte
Małko Gradiszte (bułg. Малко Градище) – wieś w południowej Bułgarii, w obwodzie Chaskowo, w gminie Lubimec.
Wieś położona 14 km od miasta Lubimec i 18 km od miasta Swilengrad i 64 km od miasta Chaskowo. W centrum wsi rozciąga się duży plac, w środku którego stoi pomnik marmurowy na cześć poległych w wojnach. Wokół placu znajdują się budynki ratusza, domu opieki zdrowotnej, domu kultury, spółdzielni i dworzec autobusowy oraz restauracja z dużym parkiem.